# رفیق الدین احمد

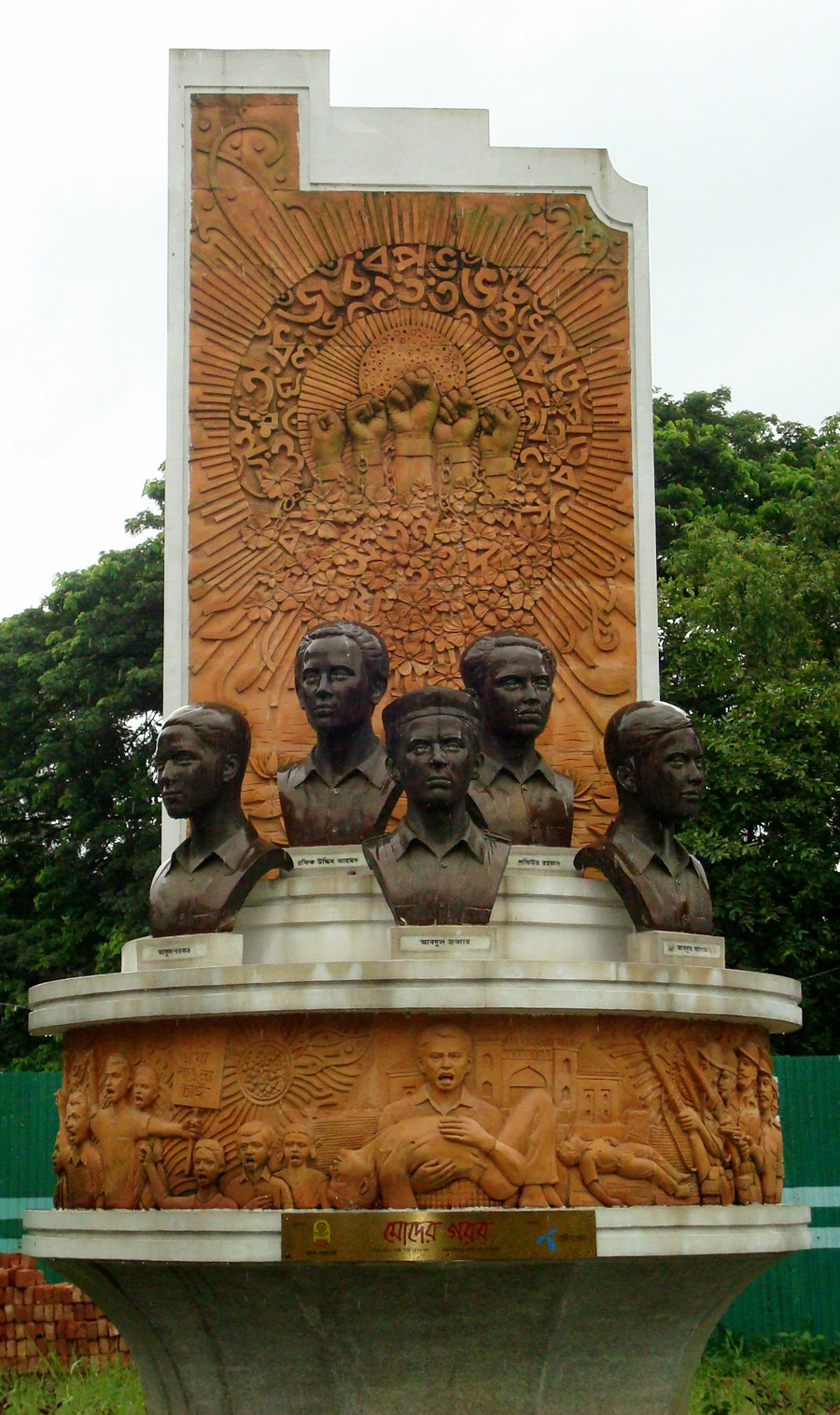
بنای یادبود جان‌باختگان جنبش زبان بنگالی - ۲۰۰۹

رفیق الدین احمد (بنگالی: রফিক উদ্দীন আহমেদ) (۳۰ اکتبر ۱۹۲۶ – ۲۱ فوریه ۱۹۵۲) یکی از کشته‌شدگان جنبش زبان بنگالی بود که در پاکستان شرقی (بنگلادش امروزی) در سال ۱۹۵۲ رخ داد. وی در بنگلادش شهید محسوب می شود.